# Худобок
Худобок — деревня в Братском районе Иркутской области России. Входит в состав Тангуйского муниципального образования. Находится на берегу залива Тангуй Братского водохранилища, примерно в 80 км к юго-юго-западу (SSW) от районного центра, города Братска, на высоте 417 метров над уровнем моря.

## Население
По данным Всероссийской переписи, в 2010 году численность населения деревни составляла 439 человек (204 мужчины и 235 женщин).

## Улицы
Уличная сеть посёлка состоит из 5 улиц.